# HD 198949
HD 198949，又名BD-07 5433，SAO 144915、HR 7998，是一颗恒星，视星等为6.44，位于銀經41.19，銀緯-30.33，其B1900.0坐标为赤經20h 48m 38.6s，赤緯-7° -30.33′ 3″。